# Нові Дзедушиці
Нові Дзедушиці (пол. Nowe Dzieduszyce, нім. Neu Diedersdorf) — село в Польщі, у гміні Вітниця Гожовського повіту Любуського воєводства.
Населення — 63 особи (2011).
У 1975-1998 роках село належало до Гожовського воєводства.

## Демографія
Демографічна структура станом на 31 березня 2011 року:
|          | Загалом | Допрацездатний вік | Працездатний вік | Постпрацездатний вік |
| -------- | ------- | ------------------ | ---------------- | -------------------- |
| Чоловіки | 31      | 7                  | 22               | 2                    |
| Жінки    | 32      | 10                 | 15               | 7                    |
| Разом    | 63      | 17                 | 37               | 9                    |